# 人生は甘くない
人生は甘くない（じんせいはあま - ）はLIKE UNCOLORED VELVETの1枚目のシングル。

## 内容
記念すべきデビュー作となった本作は「ASAYAN」エンディング・テーマ。

## 収録曲
作詞・作曲：LIKE UNCOLORED VELVET　編曲：LIKE UNCOLORED VELVET・明石昌夫
1. 人生は甘くない
2. 赤い月
3. 人生は甘くない(inst.)
4. 赤い月 (inst.)